# Margaret Chase Smith
Margaret Chase Smith (Skowhegan, 1897. december 14. – Skowhegan, 1995. május 29.) az Amerikai Egyesült Államok szenátora (Maine, 1949–1973).
A világ egyik legnagyobb problémája az, hogy az emberek túl sokat beszélnek, és túl keveset gondolkoznak. Anélkül cselekszenek, hogy megfontolnák. Én mindig igyekszem gondolkodni, mielőtt beszélek.